# Silverstone Circuit
Silverstone Circuit – tor Formuły 1 położony na granicy hrabstw Northamptonshire i Buckinghamshire. Odbywa się na nim Grand Prix Wielkiej Brytanii. Rekord okrążenia ostatniej wersji toru został ustanowiony w 2013 roku przez Marka Webbera i wynosi 1:33.401.
W 1977 podczas kwalifikacji do wyścigu, David Purley rozbił się o ścianę przy prędkości 173 km/h i na odcinku 66 cm wyhamował do 0 km/h. Przeżył przeciążenie wynoszące 179,8 G ustanawiając rekord.
Przed Grand Prix Wielkiej Brytanii 2008 Bernie Ecclestone zadecydował, że wyścig Formuły 1 w Wielkiej Brytanii od 2010 roku będzie odbywał się na torze Donington Park. Z powodu braku pieniędzy na przebudowę toru, GP nie odbyło się w Donington, a w 2009 roku został podpisany kontrakt na organizację Grand Prix do 2019 roku.
11 lutego 2010 roku władze toru potwierdziły, że wyścigi Formuły 1 będą się odbywać na nowej wersji toru o nazwie Arena, która została zaprojektowana z myślą o MotoGP.

## Zwycięzcy GP Wielkiej Brytanii Formuły 1 na torze Silverstone
| Sezon | Kierowca              | Zespół                     |        |
| ----- | --------------------- | -------------------------- | ------ |
| 2024  | Lewis Hamilton        | Mercedes                   |        |
| 2023  | Max Verstappen        | Red Bull Racing-Honda RBPT | Wyniki |
| 2022  | Carlos Sainz Jr.      | Ferrari                    | Wyniki |
| 2021  | Lewis Hamilton        | Mercedes                   | Wyniki |
| 2020  | Lewis Hamilton        | Mercedes                   | Wyniki |
| 2019  | Lewis Hamilton        | Mercedes                   | Wyniki |
| 2018  | Sebastian Vettel      | Ferrari                    | Wyniki |
| 2017  | Lewis Hamilton        | Mercedes                   | Wyniki |
| 2016  | Lewis Hamilton        | Mercedes                   | Wyniki |
| 2015  | Lewis Hamilton        | Mercedes                   | Wyniki |
| 2014  | Lewis Hamilton        | Mercedes                   | Wyniki |
| 2013  | Nico Rosberg          | Mercedes                   | Wyniki |
| 2012  | Mark Webber           | Red Bull Racing-Renault    | Wyniki |
| 2011  | Fernando Alonso       | Ferrari                    | Wyniki |
| 2010  | Mark Webber           | Red Bull Racing-Renault    | Wyniki |
| 2009  | Sebastian Vettel      | Red Bull Racing-Renault    | Wyniki |
| 2008  | Lewis Hamilton        | McLaren-Mercedes           | Wyniki |
| 2007  | Kimi Räikkönen        | Ferrari                    | Wyniki |
| 2006  | Fernando Alonso       | Renault                    | Wyniki |
| 2005  | Juan Pablo Montoya    | McLaren-Mercedes           | Wyniki |
| 2004  | Michael Schumacher    | Ferrari                    | Wyniki |
| 2003  | Rubens Barrichello    | Ferrari                    | Wyniki |
| 2002  | Michael Schumacher    | Ferrari                    | Wyniki |
| 2001  | Mika Häkkinen         | McLaren-Mercedes           | Wyniki |
| 2000  | David Coulthard       | McLaren-Mercedes           | Wyniki |
| 1999  | David Coulthard       | McLaren-Mercedes           | Wyniki |
| 1998  | Michael Schumacher    | Ferrari                    | Wyniki |
| 1997  | Jacques Villeneuve    | Williams-Renault           | Wyniki |
| 1996  | Jacques Villeneuve    | Williams-Renault           | Wyniki |
| 1995  | Johnny Herbert        | Benetton-Renault           | Wyniki |
| 1994  | Damon Hill            | Williams-Renault           | Wyniki |
| 1993  | Alain Prost           | Williams-Renault           | Wyniki |
| 1992  | Nigel Mansell         | Williams-Renault           | Wyniki |
| 1991  | Nigel Mansell         | Williams-Renault           | Wyniki |
| 1990  | Alain Prost           | Ferrari                    | Wyniki |
| 1989  | Alain Prost           | McLaren-Honda              | Wyniki |
| 1988  | Ayrton Senna          | McLaren-Honda              | Wyniki |
| 1987  | Nigel Mansell         | Williams-Honda             | Wyniki |
| 1986  | Nigel Mansell         | Williams-Honda             | Wyniki |
| 1985  | Alain Prost           | McLaren-TAG                | Wyniki |
| 1983  | Alain Prost           | Renault                    | Wyniki |
| 1981  | John Watson           | McLaren-Ford               | Wyniki |
| 1979  | Clay Regazzoni        | Williams-Ford              | Wyniki |
| 1977  | James Hunt            | McLaren-Ford               | Wyniki |
| 1975  | Emerson Fittipaldi    | McLaren-Ford               | Wyniki |
| 1973  | Peter Revson          | McLaren-Ford               | Wyniki |
| 1971  | Jackie Stewart        | Tyrrell-Ford               | Wyniki |
| 1969  | Jackie Stewart        | Matra-Ford                 | Wyniki |
| 1967  | Jim Clark             | Lotus-Ford                 | Wyniki |
| 1965  | Jim Clark             | Lotus-Climax               | Wyniki |
| 1963  | Jim Clark             | Lotus-Climax               | Wyniki |
| 1960  | Jack Brabham          | Cooper-Climax              | Wyniki |
| 1958  | Peter Collins         | Ferrari                    | Wyniki |
| 1956  | Juan Manuel Fangio    | Ferrari                    | Wyniki |
| 1954  | José Froilán González | Ferrari                    | Wyniki |
| 1953  | Alberto Ascari        | Ferrari                    | Wyniki |
| 1952  | Alberto Ascari        | Ferrari                    | Wyniki |
| 1951  | José Froilán González | Ferrari                    | Wyniki |
| 1950  | Giuseppe Farina       | Alfa Romeo                 | Wyniki |